# Sirovo željezo
Sirovo željezo se dobiva u visokim pećima, ali je zbog većeg sadržaja nečistoća i ugljika, jako krhko i nepodesno za obradu ili primjenu. Sirovo željezo ima uglavnom sadržaj ugljika od 3,5 do 4,5%. Može se koristiti samo za lijevanje najgrubljih masivnih predmeta (npr. postolja), koji nisu mehanički ili toplinski opterećeni. Da bi se dobilo kvalitetnije željezo ili čelik, sirovo se željezo prerađuje u čeličanama, što uključuje smanjenje sadržaja svih primjesa i podešavanje željenog sadržaja ugljika, koji bitno određuje kvalitetu čelika. Čelikom se smatra legura željeza od 0,05 do 2,06% ugljika. Pročišćeno sirovo željezo koje sadrži više od 1,7%, a manje od 2,5% ugljika obično zovemo lijevano željezo, a koristi se za izradu masivnijih željeznih odljevaka za razna postolja, nosače, kostrukcijsko i građevinsko željezo itd. Miješanjem sirovog željeza s talinom kvarcnog pijeska i pretaljivanjem te smjese u pećima obloženim Fe2O3, u talini se dobiva porozno i spužvasto željezo, u kojem prisutni Fe2O3 oksidira većinu primjesa. Dobiva se tzv. profilno željezo jer se direktno iz peći, pod tlakom koji istiskuje silikatnu masu s otopljenim primjesama, izvlače profilni proizvodi željeza (cijevi, tračnice, šipke itd.).

## Sivo sirovo željezo
Ovisno o brzini hlađenja pri skručivanju taline iz visoke peći i o masenom udjelu silicija i mangana nastaje bijelo ili sivo sirovo željezo. Polaganim hlađenjem dobiva se sivo sirovo željezo, iz kojeg se izlučio grafit, a obično se koristi za dobivanje sivog lijeva. Siva boja prijeloma sivog željeza dolazi od finih ljuskica (lamela) grafita u strukturi. Ugljik se izlučuje u obliku grafita u uvjetima sporijeg skrućivanja i povišenog masenog udjela grafitizatora (silicij).

## Bijelo sirovo željezo
Naglim hlađenjem dobiva se bijelo sirovo željezo, iz kojeg se grafit nije stigao izlučiti, a obično se koristi za dobivanje čelika. Bijelo sirovo željezo na prijelomu ima svjetliju boju, jer je ugljik pretežno u cementitu (Fe3C), zahvaljujući bržem skrućivanju i višem masenom udjelu cementatora (mangan).

## Povijest
Postupak proizvodnje željeza kao uzgrednog produkta pri proizvodnji bakra ili bronce potječe s Bliskog Istoka (Hetiti u Anatoliji), odakle je, po svemu sudeći, prenesen i u Kinu. I tamo se dakle isprva redukcijom željezne rude proizvodilo spužvasto željezo, koje bi se zatim pretvaralo u kovano željezo, da bi ga se onda pougljičilo i, moguće, kalilo i popuštalo. Za proizvodnju spužvastog željeza dovoljno je postići temperaturu od oko 1000 °C, što znači da temperatura pri tom postupku nikad nije bila dovoljno visoka da bi se željezo rastalilo.
Željezo se počelo dobivati iz ruda, najvjerojatnije hematita (Fe2O3), oko 1500. pr. Kr., najprije u Anatoliji, današnjoj Maloj Aziji, kao spužvasto željezo. U to vrijeme, zbog nedovoljne temperature primitivnih peći, nije bilo moguće dobivanje lijevanog željeza, već je nastajalo spužvasto željezo, koje se kovanjem pretvaralo u upotrebljiv metal. Nalazišta u Uru (Irak), te u Egiptu, svjedoče o ranom dobivanju željeza iz ruda. Jedan od prvih željeznih predmeta koji je dobiven topljenjem željezne rude potječe iz grobnice drevnog naroda Hati u Anatoliji i datira negdje oko 2500. pr. Kr. Željezo je u to vrijeme bilo nevjerojatno važan strateški materijal. Smatra se, da je pleme Hetita iz Male Azije postiglo svoju veliku vojnu moć upravo zbog rane proizvodnje željeznog oružja. U to je vrijeme cijena željeza bila veća od cijene zlata, a način njegovog dobivanja čuvao se kao najstroža tajna.